# Lojze Jože Žabkar
Lojze Jože Žabkar, slovenski rimskokatoliški duhovnik, pesnik in pisatelj, * 5. januar 1910, Mikote, † 23. junij 1983, Ljubljana.

## Življenje
Jože Žabkar se je rodil v revni kmečki družini kot tretji od desetih otrok. Njegov oče je bil gozdni čuvaj Alojz, mati mu je bila Marija (rojena Pevec). Šolanje na klasični gimnaziji v Ljubljani mu je omogočil sovaščan Polde Božič, ki je plačal njegovo nastanitev v križniškem dijaškem konviktu v Križankah; zadnji dve leti srednje šole se je vzdrževal sam. Leta 1931 je opravil splošno maturo. Njegov sostanovalec je bil Miško Kranjec, pod njegovim vplivom je leposlovno ustvarjal in objavljal v časopisju. Kljub skušnjavi, da bi študiral slavistiko, je po maturi stopil v križniški red in dobil redovno ime Alojzij; teologijo je študiral najprej eno leto na Dunaju, potem dve leti v Innsbrucku, diplomiral pa je v Ljubljani, kjer je bil 1936 posvečen. Kot kaplan je služboval najprej pol leta v Metliki (1937 do 1938), odslužil vojaščino, konec leta 1938 pa je postal direktor Vajeniškega doma v Ljubljani. Ker so njegovi dijaki med prvimi odšli v partizane, se ga je prijel vzdevek »rdeči kaplan«. Prior Valerijan Učak ga je rešil pred italijansko internacijo tako, da ga je septembra 1941 poslal za kaplana v Črnomelj. Med drugo svetovno vojno je v Črnomlju pomagal organizirati partizansko šolstvo, poučeval je na osnovi šoli, meščanski šoli in na »partizanski« gimnaziji. V Belo krajino so pred prisilno izselitvijo uspeli pobegniti tudi njegovi starši. Ko so ga 1969 premestili v Kropo, so črnomaljski verniki zbrali preko 1000 podpisov za prošnjo, naj se vrne, vendar jim cerkvene oblasti niso prisluhnile. V Kropi, kjer je kot župnik služboval do smrti, se je počutil dobro, ljudje so ga imeli radi.
Žabkar je podpiral narodnoosvobodilni boj, bil pa je tudi zaskrbljen zaradi ugrabitev, mučenj in ubojev duhovnikov v Beli krajini. Na njegovo zahtevo so partizani izvedli preiskavo o mučenjih in ubojih preloškega župnika Jožefa Pokorna in viniškega kaplana p. Ivana Salmiča, ki pa se je sklenila zgolj z izjavo, da je šlo za pomoto in samovoljo terencev, za kar pa nikoli ni nihče odgovarjal. V dnevnik je zapisal svoje začudenje ob odločitvi oblasti, da bo vrhovni komandant Franc Rozman Stane pokopan civilno, on pa da lahko le hodi za krsto. 
5. januarja 1946 je zapisal, kako se je v Črnomlju »zgodilo ljudstvo«: množica je vdrla k trgovcu Korenu, ki je med vojno pomagal partizanom in gostil celo Borisa Kidriča in Ivana Mačka - Matijo, poskušala izropati trgovino, ga pretepala in vlačila po mestu; razbila je okna župnišča in poskušala vdreti vanj, dokler Žabkar ni zagrozil s policijo. Koren, ki je bil sicer razlaščen, vendar oproščen obtožb, je odšel iz Črnomlja in se vanj ni več vrnil. Žabkar je bil kritičen do oholosti novih oblastnikov, zato so mu pogosto grenili življenje, kot član Ciril-metodijskega društva katoliških duhovnikov pa je imel težave tudi s cerkveno oblastjo.

## Priznanja
Zaradi sodelovanja z OF ter organiziranja partizanskega šolstva in dela v verski komisiji pri SNOS je leta 1959 prejel red bratstva in enotnosti s srebrnim vencem in 1974 red za narod s srebrnimi žarki. 17. septembra 2020 mu je belokranjsko muzejsko društvo v Črnomlju odkrilo spominsko ploščo.
Zaradi vdanega sodelovanja s povojno oblastjo v letih, ko so bili številni drugi duhovniki obsojani na večletne zaporne kazni in prisilno delo, nekatere pa so celo ubili, Žabkarju podobno kakor medvojnemu metliškemu kaplanu Modestu Golii kljub priljubljenost pri ljudstvu, kateremu je služil, s strani katoliške Cerkve niso namenili nobenega priznanja ali spomenika.

## Literarno delo
Žabkar je pesmi in kratko prozo objavljal v revijah. Pred vojno pripravljeni pesniški zbirki Metlika, mesto ob Kolpi in Dnevi na jugu nista izšli. Leta 1981 je izšla zbirka pesmi Brevir moj v travi. Posmrtno pa je križniški red leta 1991 izdal knjigo Izpovedi, v kateri so objavljene njegove izbrane pesmi in odlomki iz dnevnikov z dragocenim pričanjem o medvojnem Črnomlju. 
Napisal je okrog tisoč pesmi, rokopisi so shranjeni med gradivom projekta Slovensko pesništvo upora na FF UL.
To ni kaka visoka poezija in si v svoji poštenosti tega niti ne domišlja. Je pa jezikovno kultivirana in literarno prizadevna, s pravim pesniškim zanosom zapisana pripoved o močnem doživljanju osvobodilnega boja v Beli krajini. -- Boris Paternu